# Aleksandr Fadiejew (funkcjonariusz NKWD)
Aleksandr Michajłowicz Fadiejew (ur. 1910 we wsi Żołtikowo w powiecie twerskim w guberni twerskiej, zm. 1956 w Kalininie) – funkcjonariusz radzieckich organów bezpieczeństwa, jeden z wykonawców zbrodni katyńskiej.

## Życiorys
Miał wykształcenie podstawowe, od lipca 1937 do stycznia 1938 był nadzorcą I kategorii więzienia nr 1 NKWD w Kalininie, a od stycznia 1938 do marca 1941 starszym nadzorcą więzienia nr 1 NKWD w Kalininie.
Wiosną 1940 brał udział w mordowaniu polskich więźniów z obozu w Ostaszkowa, za co 26 października 1940 ludowy komisarz spraw wewnętrznych ZSRR Ławrientij Beria przyznał mu nagrodę pieniężną.
W 1945 pracownik Zarządu Ludowego Komisariatu Bezpieczeństwa Państwowego obwodu kalinińskiego (obecnie obwód twerski) w stopniu młodszego porucznika bezpieczeństwa państwowego. W 1950 dyżurny komendant Oddziału Administracyjno-Gospodarczego (AChO) Zarządu MGB obwodu kalinińskiego, 15 września 1950 zwolniony z powodu choroby. Odznaczony Medalem „Za zasługi bojowe” (19 stycznia 1945).